# Željko Duvnjak
Željko Duvnjak (Zagreb, 18. kolovoza 1963.) hrvatski je kazališni, televizijski i filmski glumac.

## Filmografija

### Televizijske uloge
- "Nepokoreni grad" kao veslač (1982.)
- "Smogovci" kao tip na biljaru (1991.)
- "Zlatni vrč" kao gastronomski kritičar (2004.)
- "Zabranjena ljubav" kao Milorad Žgurić (2005. – 2006.)
- "Naša mala klinika" kao Berti (2006.)
- "Obični ljudi" kao doktor (2007.)
- "Urota" kao Turković (2007.)
- "Zauvijek susjedi" kao Pravić (2007.)
- "Dobre namjere" kao financijski savjetnik (2007.)
- "Ponos Ratkajevih" kao Siniša Kraljić (2007. – 2008.)
- "Hitna 94" kao odvjetnik (2008.)
- "Sve će biti dobro" kao Tonček (2008.)
- "Bračne vode" kao Rene (2008.)
- "Bitange i princeze" kao inscipijent (2005. – 2010.)
- "Bibin svijet" kao Janko Piškorić (2006. – 2011.)
- "Dva smo svijeta različita" kao Josip (2011.)
- "Larin izbor" kao računovođa Miljenko (2011.)
- "Lud, zbunjen, normalan" kao Žarko Medvjedović (2013.)
- "Stipe u gostima" kao gdin. Juraga/Darko/Danko/Andrija Babić (2008.; 2010.; 2013.; 2014.)
- "Kud puklo da puklo" kao Franjo Osvaldić (2014.)
- "Crno-bijeli svijet" kao drug iz komiteta (2015.)
- "Lažni svjedok" kao Simo Šesto (2016.)
- "Zlatni dvori" kao Ivan Gudić (2016.)
- "Ko te šiša" kao Žigmund (2018.)
- "Ne diraj mi mamu" kao Šimo Šesto (2018.)
- "Na granici" kao psihijatar (2019.)
- "Bogu iza nogu" kao Božo (2021.)

### Filmske uloge
- "Manifesto" kao Martin (1988.)
- "Stranci u noći" (1992.)
- "The Sands of Time" kao Jose Ceberian (1992.)
- "Zlatne godine" kao šef sale (1993.)
- "Bogorodica" kao novinar HTV-a (1999.)
- "Četverored" kao razjareni domobran (1999.)
- "Slučajna suputnica" kao Steinholz (2004.)
- "Armin" kao putnik (2007.)
- "Pjevajte nešto ljubavno" kao šef sale (2007.)
- "Djeca jeseni" kao Stanko Ćos (2012.)
- "Ustav Republike Hrvatske" kao Barmen (2016.)

### Sinkronizacija
- "Mali leteći medvjedići" kao Smucalo (1990.)
- "Tri praščića" kao Cvilko, plavi zec, lasica i Draganin otac (1996.)
- "Labuđa princeza 1, 2, 3" kao Jean-Bob
- "Voljeni doktor Martini" kao dr. Lele Martini
- "Super cure" kao šef
- "Spider-Man" kao J. J. Jameson
- "Rudolph: Jelen Crvenog Nosića" kao sob Strijelko i Pingo (1998.)
- "Dexterov laboratorij" kao Mandark, Super tip
- "Upomoć! Ja sam riba" kao tata
- "Yu-Gi-Oh!" kao Tristan Taylor
- "Teletubbiesi" kao Medvjed smeđe čupave kose (2001-2003.)
- "Sinbad: Legenda o sedam mora" (2003.)
- "Madagaskar" kao Mason (2005.)
- "Hrabri Pero" kao veliki i mali nasilnici (2005.)
- "Dama i Skitnica" kao Joe (2006.)
- "Tko je smjestio Crvenkapici?" kao policajac Kljunić (2006.)
- "Auti" kao Kombimir (2006.)
- "Ružno pače i ja" kao Stanko (2006.)
- "Medvjedići dobra srca: Put u Zezograd" kao plemeniti Laktaš/Bosiljko Muhtaš (2006.)
- "Janko Strižić" kao glas preko (2007.)
- "Život buba" kao Molt (2008.)
- "Legenda o Tarzanu" kao Hooft (2009.)
- "Čudovišta protiv vanzemaljaca" kao Gallaxhar (2009.)
- "Velika avantura malog dinosaura" kao mali šeik (2009.)
- "MaksimUm" (2010.)
- "Čudovišna priča u Parizu" kao inspektor Páte (2011.)
- "Madagaskar 3: Najtraženiji u Europi" kao Mason (2012.)
- "Snježna kraljica" kao Orm (2012.)
- "Snježna kraljica 2" kao Orm i snježni kralj (2014.)
- "Snježna kraljica 3: Vatra i led" kao Orm (2016.)
- "Petar Zecimir" kao JW Pijetao II (2018.)
- "Mačak u čizmama: Posljednja želja" kao cvrčak (2022.)

## Vanjske poveznice
- Željko Duvnjak u internetskoj bazi filmova IMDb-u (engl.)